# Antonae sufflava
Antonae sufflava är en insektsart som beskrevs av Richter. Antonae sufflava ingår i släktet Antonae och familjen hornstritar. Inga underarter finns listade i Catalogue of Life.